# 中2映画プロジェクト主題歌集2021
中2映画プロジェクト主題歌集2021（ちゅうにえいがぷろじぇくとしゅだいかしゅうにせんにじゅういち）は、つんく♂が総監修を務める「中2」をテーマに青春映画の2021年制作の主題歌集。

## 収録内容
- 01：tikuta!!

作詞：しあ
作曲：しあ・Sorabeats
編曲：鈴木Daichi秀行・Sorabeats
歌：杉原光玲・北川心愛
- 02：Open Sesame

作詞・作曲・編曲：スギタシュウト
歌：desktop fantasy
- 03：夢に気づいた少女

作詞・作曲：naco
編曲：藤代佑太郎
歌：naco

## スタッフ
- Director：生方信堂（TNX）
- Vocal Director：小湊美和（03）
- Recording Engineer：小林真之介（TNX）
- Mixing Engineer：小林真之介（01）・スギタシュウト（02）・大坪雄一（03）
- Recording at：Studio Cubic
- Sound Producer：鈴木Daichi秀行
- Executive Producer：つんく♂